# Neuenkirchen (Dithmarse)
Pour les articles homonymes, voir Neuenkirchen.
Neuenkirchen est une commune allemande du Schleswig-Holstein, située dans l'arrondissement de Dithmarse (Kreis Dithmarschen), à huit kilomètres au nord-ouest de la ville de Heide. Neuenkirchen fait partie de l'Amt Heider Umland (« Heide-campagne ») qui regroupe onze communes autour de Heide.

## Personnalités liées à la ville
- Rainer Trampert (1946-), homme politique né à Neuenkirchen.